# Libero Gualtieri (calciatore)
Libero Gualtieri (Brescia, 29 novembre 1924 – Brescia, 11 maggio 2013) è stato un calciatore italiano, di ruolo centrocampista.

## Carriera
Fa il suo esordio nel Brescia il 21 dicembre 1947 nel derby di Serie B con il Crema.
Nel 1949 si trasferisce al Vicenza, dove in due stagioni prende parte a 71 incontri del campionato cadetto, conditi da 14 reti, prima di fare ritorno alla società lombarda. Complessivamente al Brescia gioca 53 gare, segnando 3 goal.
Chiuse la carriera nel Marzoli Palazzolo.